# Sun Capital Partners
Sun Capital Partners is een Amerikaanse investeringsmaatschappij.
Sun Capital was via dochteronderneming Sun European Partners LLP sinds 2010 eigenaar van V&D Group Holding B.V., 
en via deze holding eigenaar van de warenhuisketen van V&D en restaurantketen La Place B.V. Na het faillissement van de V&D-holding enz. op 31 december 2015 is Sun Capital niet betrokken bij een mogelijke doorstart.
In het programma Zwarte Zwanen werd stilgestaan bij het aandeel van Sun Capital in dit (naderend) faillissement.